# Szergej Alekszandrovics Jeszenyin
Szergej Alekszandrovics Jeszenyin, (oroszul: Сергей  Александрович Есенин; 1895.  [október 3.] szeptember 21.  – 1925. december 28.) orosz lírai költő. A rövid életű orosz irodalmi irányzat, az imazsinizmus képviselői (Anatolij Mariengof, Vagyim Sersenyevics, Rjurik Ivnyev) közé tartozott, de korai költészete az impresszionizmushoz is közel áll, a benyomásokon alapuló gazdag szín és képvilága miatt.
Magánélete zaklatott volt, élete harminc éve alatt többször is nősült, négy gyermeke született. Isadora Duncan világhírű amerikai táncosnővel való viharos házasságáról és alkoholfüggőségéről lett először ismert nyugaton. Oroszországban legalább akkora hírnév övezi, mint a „nemzet költőjét”, Puskint; számos versét megzenésítették, életéről televíziós sorozat készült, országszerte szobrokat emeltek a tiszteletére, külön irodalmi társaság foglalkozik élete kutatásával és költészete elemzésével. Magyar fordítói között van Rab Zsuzsa, Illyés Gyula és Weöres Sándor.

## Élete

### Korai évei
Volt a faluban egy vallásos ember, Iván atya. Azt mondja nekem: Tatyjana, a fiad Isten kiválasztottja.
Jeszenyin Konsztantyinovo (ma Jeszenyino) faluban, a Rjazanyi kormányzóságban született. Édesapja, Alekszandr Nyikityics parasztember, édesanyja, Tatyjana Fjodorovna (lánykori nevén Tyitova) írástudatlan parasztasszony volt. Kisgyermekként anyai nagyszülei nevelték. Első verseit kilencévesen írta, szerette az orosz irodalmat, Puskint, Gogolt. Egyházi iskolába íratták, amelyet tizenhat évesen végzett el. Ezután a Moszkvai Tanítóképzőbe kellett volna járnia, de „szerencsére ez nem történt meg”, emlékezett vissza a költő.
1912-ben Moszkvába költözött, ahol először húsboltban, majd könyvesboltban, később pedig másfél évig Szityin nyomdájában nyomdai lektorként dolgozott. Itt ismerkedett meg Anna Izrjadnovával, akivel közösen a Sanyavszkij Népi Egyetemen történelmi-filológiai tárgyakat hallgatott esténként. A pár polgári esküvőn házasodott össze, és 1914 végén megszületett fiuk, Jurij. A nagy sztálinista tisztogatások idején Jurij Jeszenyint letartóztatták, majd 1937-ben agyonlőtték.

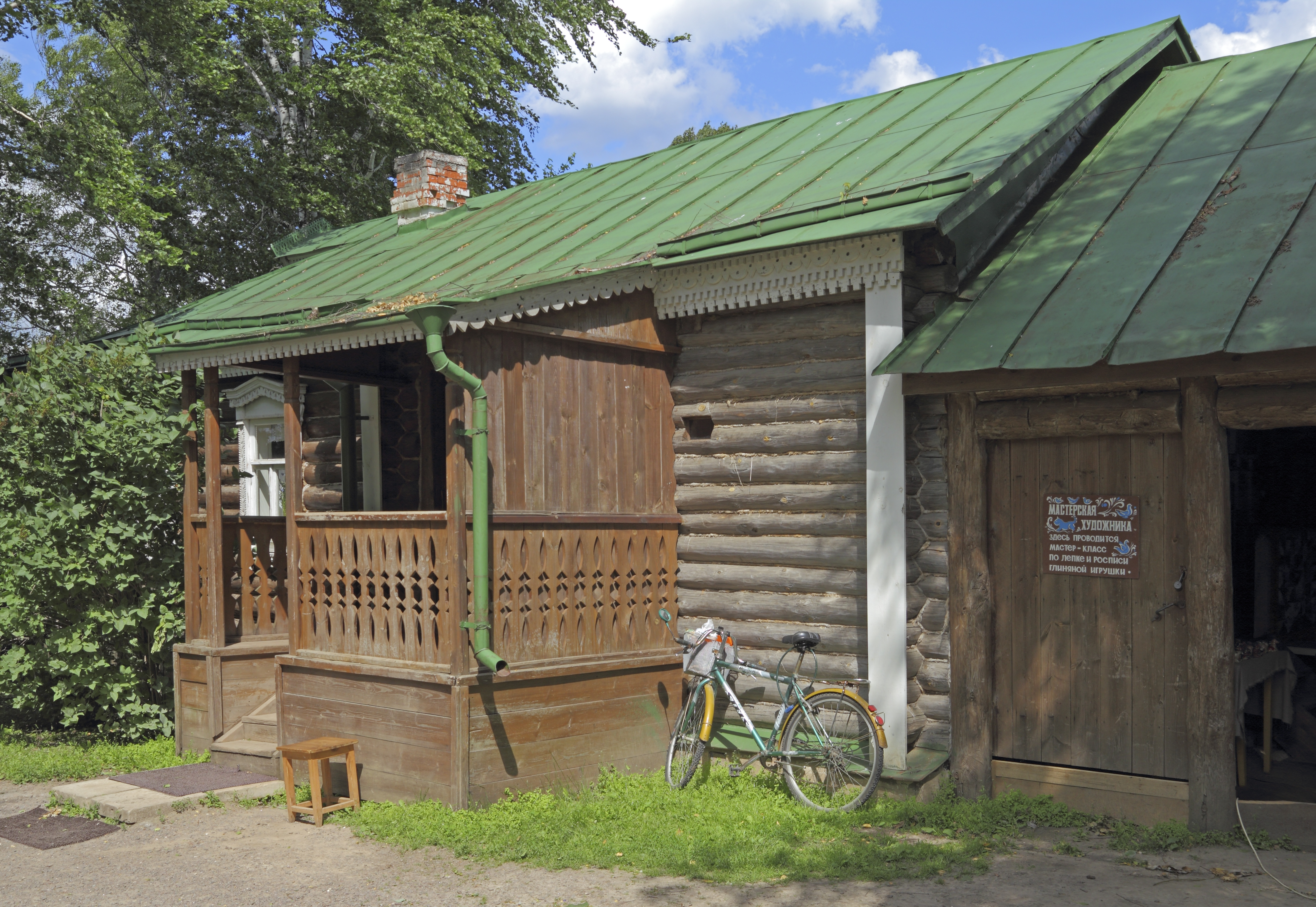
A Jeszenyin-ház Konsztantyinovóban
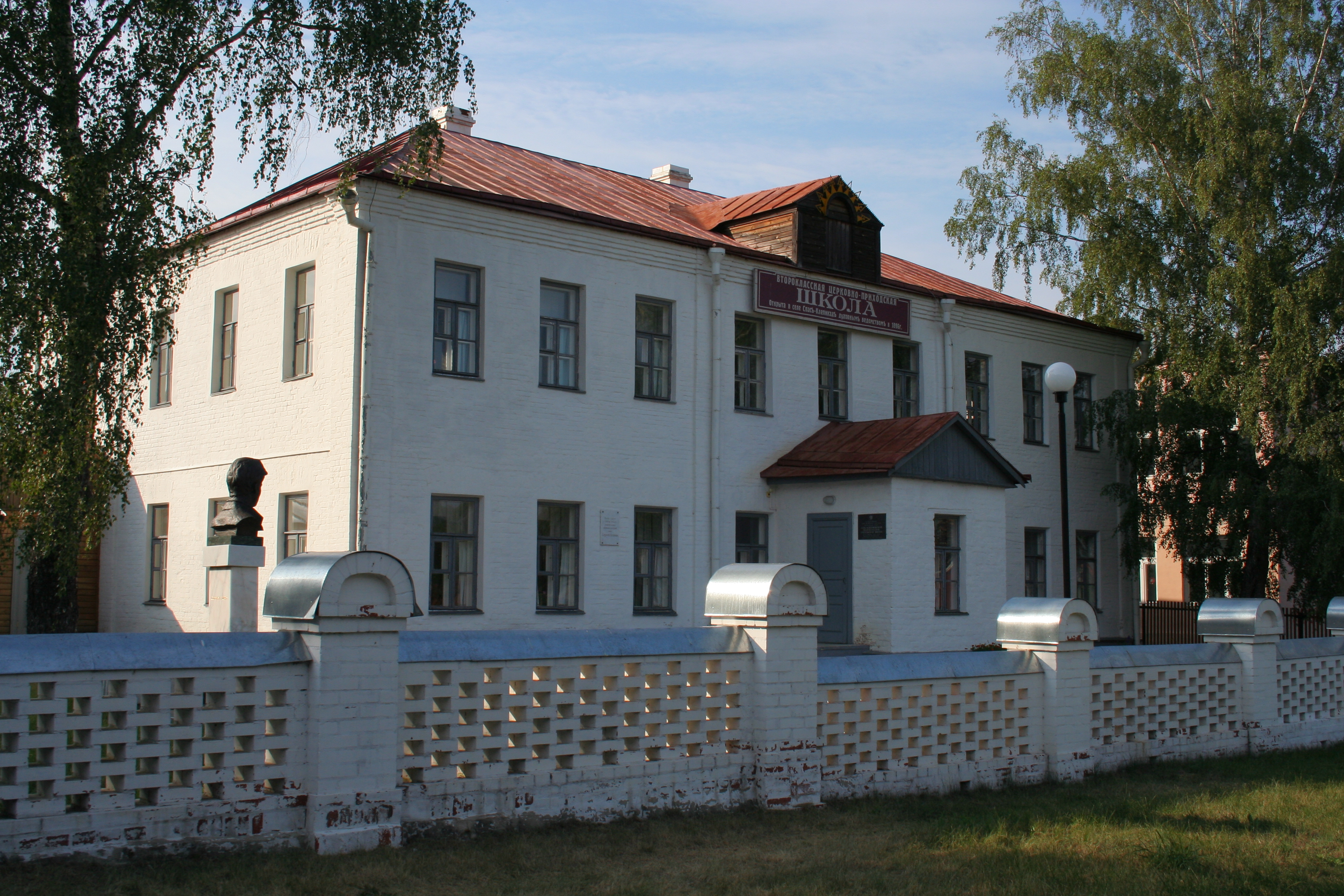
Az iskola, ahová Jeszenyin járt
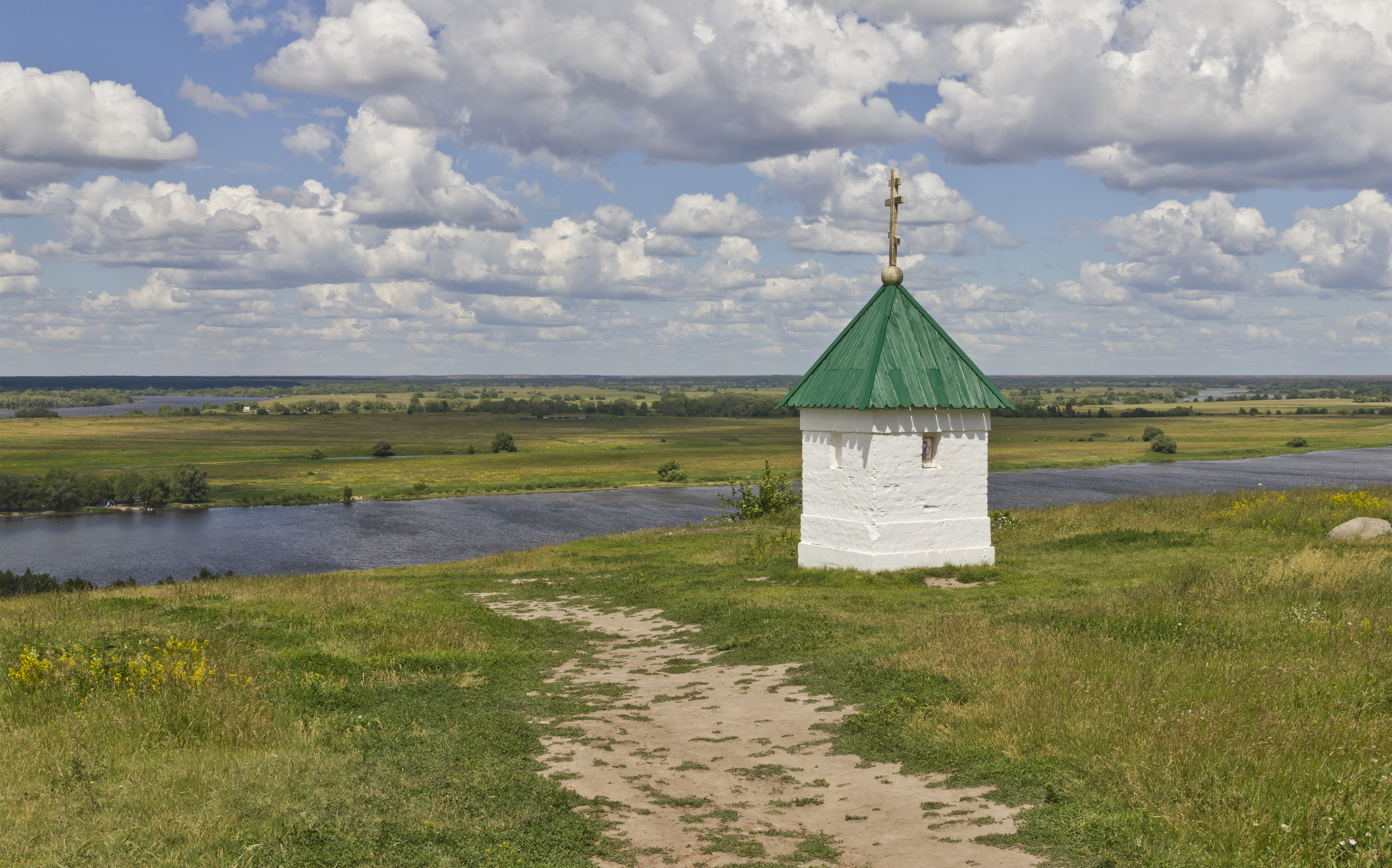
Konsztantyinovói látkép

### 1915–21

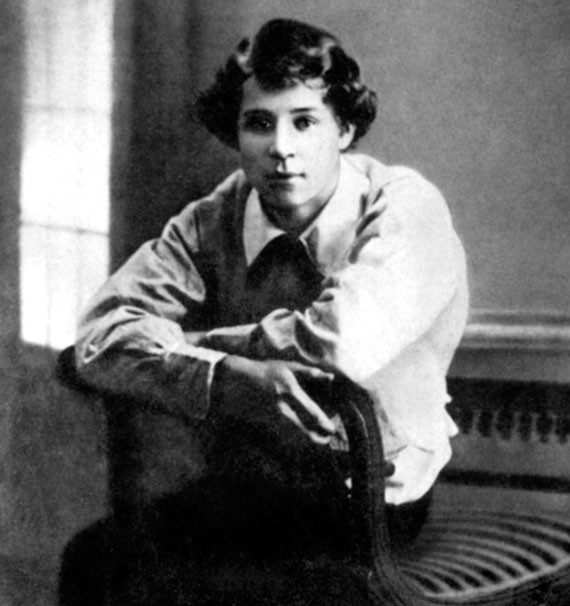
Jeszenyin 1914-ben

1915-ben Szentpétervárra költözött, ahol Alekszandr Bloknak írt üzenete után a költő találkozásra hívta: „Ma itt volt nálam egy rjazanyi ifjú a verseivel. 19 éves. A versei frissek, tiszták, hangosak, bőbeszédűek. 1915. március 9-én járt nálam.” Blok bevezette az irodalmi társaságba, megjelentette négy versét a Golosz zsiznyi (Az élet hangja) c. folyóiratban. Itt ismerkedett meg Szergej Gorogyeckijjel, Nyikolaj Kljujevvel és Andrej Belijjel. Kljujev különösképpen nagy hatást gyakorolt rá, az ő tanácsára kezdett el orosz népi ruhában járni. Kljujevvel való szoros barátsága miatt szárnyra kaptak olyan hírek is, hogy Jeszenyin és Kljujev szeretők voltak, erre azonban nincsenek konkrét bizonyítékok. Alekszandr Lukjanov kutatásai szerint a költő rengeteg figyelmet és szeretet igénylő személyiség volt, ezért vonzódott bárkihez, aki szerette, de ez számára nem jelentett szexuális jellegű kapcsolatot.
1916-ban jelent meg Jeszenyin első kötete Radunyica címmel. A szerelemről és egyszerű falusi életről szóló versei korának egyik legnépszerűbb költőjévé tették, mivel az irodalmi körök a háború borzalmai elől szívesen menekültek a tiszta orosz vidék nosztalgiájába. A háborúnak köszönhetően bibliai motívumok is megjelentek verseiben és elkezdték érdekelni a falusi lét szépsége mellett a vidék szociális kérdései is.
1916-1917 között Szergej Jeszenyint katonai szolgálatra sorozták be; tekintélyes írók közbenjárására nem a frontra került, hanem a Carszkoje Szeló-i kórház írnoka lett. Az 1917-es forradalom következtében Oroszország kilépett az első világháborúból. Abban a hitben, hogy a forradalom jobb életet fog hozni, Jeszenyin rövid ideig támogatta, de hamar elvesztette illúzióit.
1917 augusztusában Jeszenyin másodszor nősült, felesége Zinaida Rajh színésznő volt (a későbbiekben Vszevolod Mejerhold neje). 1918 szeptemberében saját kiadóvállalatot alapított Трудовая Артель Художников Слова néven (A Szó Művészeinek Munkaszövetkezete). Ez a kiadó jelentette meg második verseskötetét Preobrazsenyie címmel. Ugyanebben az évben született lánya, Tatyjana is. Harmadik gyermeke, Konsztantyin, 1920-ban látta meg a napvilágot.
1919-ben író-költő (Anatolij Mariengof, Vagyim Sersenyevics, Rjurik Ivnyev) és művész barátaival (Borisz Erdman, Georgij Jakulov) együtt megalapította az imazsinizmust: „1919-ben egy barátaimmal kiadtuk az imazsinizmus manifesztumát. Az imazsinizmus egy formai iskola volt, amit szerettünk volna bevezetni a köztudatba. De nem talált termékeny talajra, s önmaga halálát okozta.”
1920-ban két kötete is megjelent, a Golubeny és a Trerjadnyica, miközben Mariengoffal Dél-Oroszországban és a Kaukázusban utazgatott. Cs. Varga István szerint Mariengof legalább akkora hatással volt a költőre, mint Kljujev. Az ő unszolására kezdett el kocsmákba járni. Hamarosan már részeg botrányaitól volt hangos a társasági élet. A barátok elmondásai szerint Mariengof hatására vált el Zinaidától 1921-ben. Ugyanebben az évben jelent meg Iszpovegy huligana (A csavargó vallomása) c. kötete.

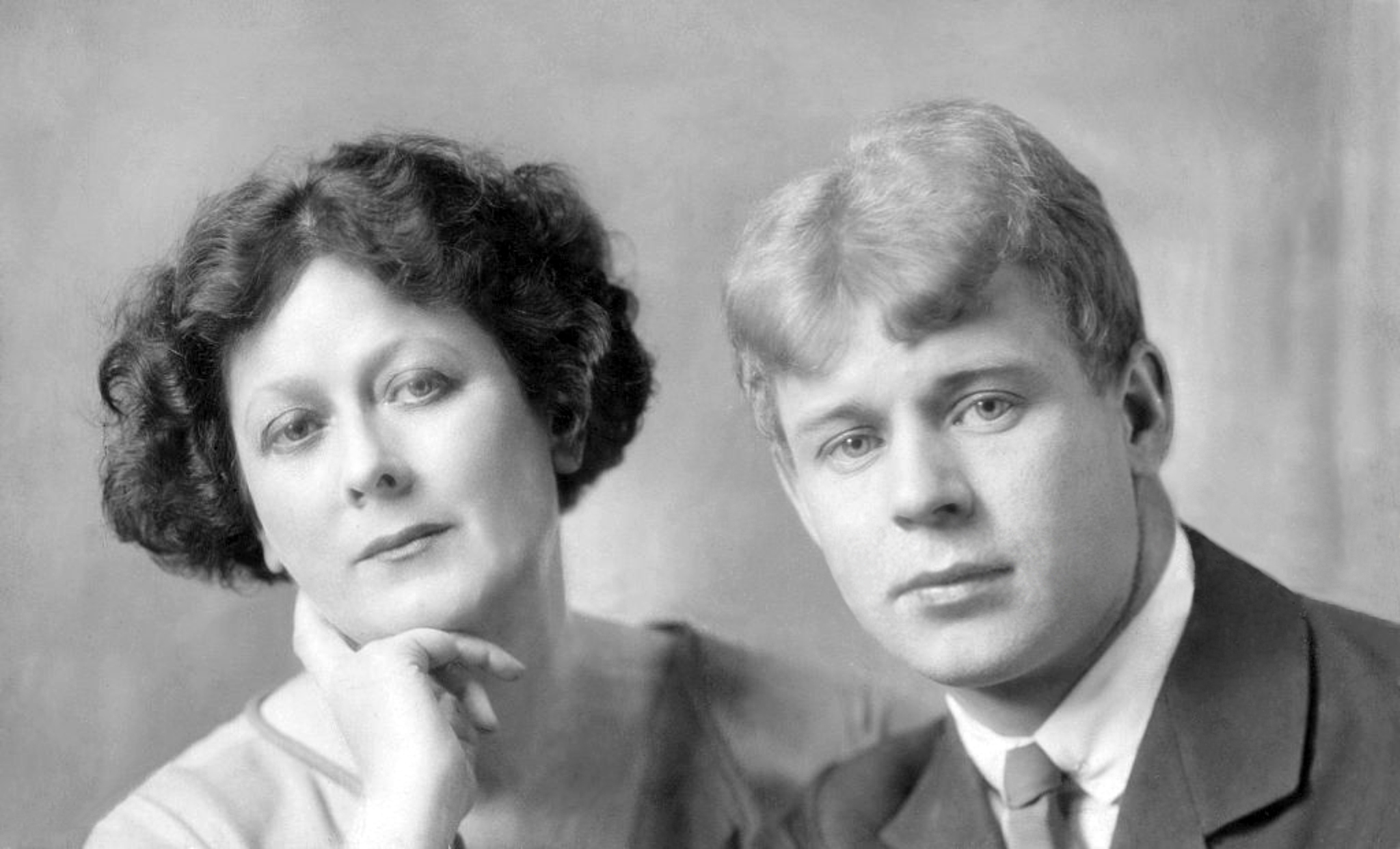
Isadora Duncannel 1923-ban

### Házassága Isadora Duncannel
| „           | Én ebben a nőben a boldogságot kerestem... | ” |
| – Jeszenyin |                                            |   |

1921 őszén, amikor a Alekszej Jakovlev festő műtermében tett látogatást, Jeszenyin megismerte a Párizsban élő amerikai táncosnőt, Isadora Duncant. Az asszony 17 évvel idősebb volt nála és alig egy tucat szót tudott oroszul, a férfi pedig semmilyen idegen nyelven nem beszélt. Mariengof elbeszélése szerint Duncan azonnal Jeszenyin kisugárzásának rabja lett, mindössze pár szót tudott oroszul, ezek egyike volt a zolotaja golova (arany fej; a költő szőkeségére utalva), amit azonnal Jeszenyin fülébe is súgott, majd váratlanul megcsókolta a költőt, és azt mondta: angel (angyal), majd újra megcsókolta, és azt mondta: csort (ördög). Jeszenyin felolvasta neki a verseit, amiből Duncan ugyan egy szót sem értett, de úgy érezte, hogy „zene ez, s aki e verseket írta egy géniusz.”
1922. május 2-án házasodtak össze. Jeszenyin elkísérte híres feleségét egy európai és amerikai turnéra. Gyakran részeg állapotban Jeszenyin szállodai szobákat vert szét és botrányokat rendezett az éttermekben. Ivan Sztarcev – Jeszenyin egyik barátja – szerint előfordult, hogy meg is ütötte feleségét. Ez a viselkedés nagy nyilvánosságot kapott az akkori sajtóban. Jeszenyin unatkozott a szerinte ál-művészi körökben, amikbe felesége bevezette, Amerikát kifejezetten nem kedvelte: „Nekem tetszik a civilizáció. De Amerikát nagyon nem szeretem. Amerika az a sártenger, amiben elsüllyed nem csak a művészet, de az emberiség legjobb tulajdonságai is”. Az utazás megváltoztatta a költőt. Egyre többet ivott, barátai visszaemlékezései szerint tekintete tompa lett és fénytelen. Életuntnak és betegnek tűnt. Csalódott a nyugati művészi körökben, akik nem voltak hajlandóak befogadni, csak egy iszákos orosz forradalmárt láttak benne egy idősödő, neves táncosnő oldalán, és ez mély nyomot hagyott a költőben. Az is bántotta, hogy Lola Kinel, Isadora lengyel származású titkárnője, akit megbízott, hogy fordítsa le a verseit angol nyelvre, úgy vélte, nem lehet jól visszaadni Jeszenyin költészetének orosz nyelvre szabott muzikalitását. Így a költő, aki vágyott arra, hogy külföldön is szeressék a verseit, úgy érezte, sohasem fogja költészetét megérteni a nyugati kultúra.

### Visszatérés a Szovjetunióba
A házasság csak rövid ideig tartott és 1923 májusában Jeszenyin visszatért Moszkvába. Ott rögtön kapcsolatba bonyolódott Avguszta Miklasevszkaja színésznővel és úgy tartják, hogy polgári szertartással feleségül is vette, miután elvált Isadora Duncantől. Másik szerelmese ebből az időből, Galina Benyiszlavszkaja volt, aki a költő halála után egy évvel öngyilkosságot követett el a sírjánál.
1924-ben újabb kötete jelent meg Moszkva kabackaja (Kocsmás Moszkva) címmel. A kötet versei őszinte vallomások a részegségről, a züllött kocsmázásokról, a botrányokról. Ugyanebben az évben Jeszenyinnek fia született Nagyezsda Volpin költőnőtől. Szergej Jeszenyin soha nem ismerte gyermekét, Alekszandr Jeszenyin-Volpint, aki később híres költővé vált a Szovjetunióban és részt vett Andrej Szaharov emberi jogi mozgalmában az 1960-as években. Az Egyesült Államokba költözve, Jeszenyin-Volpin neves matematikus lett.
Még 1924 szeptemberében újabb kaukázusi utazás következett, ez idő alatt Perszidszkije motyivi című verscikluson és az Anna Sznyegina című poémáján dolgozott. Az utazás jót tett a lelkének, a déliek szívélyesen és szeretettel fogadták, tenyerükön hordozták. Megnyugodott és művészete is kiteljesedett, az 1924-25-ös évben több mint száz költeményt írt, többet, mint megelőzőleg összesen. Dél-oroszországi útja során írt verseit a Szovetszkij Kavkaz kiadó adta ki Sztrana szovetszkaja címmel.
Vissza kellett azonban térnie Moszkvába, s nyugalmának vége szakadt, újra nekivettette magát a kocsmáknak. Egyre paranoiásabb lett, Jelizaveta Sztirszkaja költőnő emlékezése szerint pisztolyt vett, folyton úgy érezte, hogy követik, figyelik a rendőrök; korábban részegen többször is inzultált egyenruhásokat. Depressziója elmélyült, verseiben egyre inkább eluralkodtak a sötét színek, egyre többször ismétlődtek a halálhoz kötődő gondolatok.

### Halála

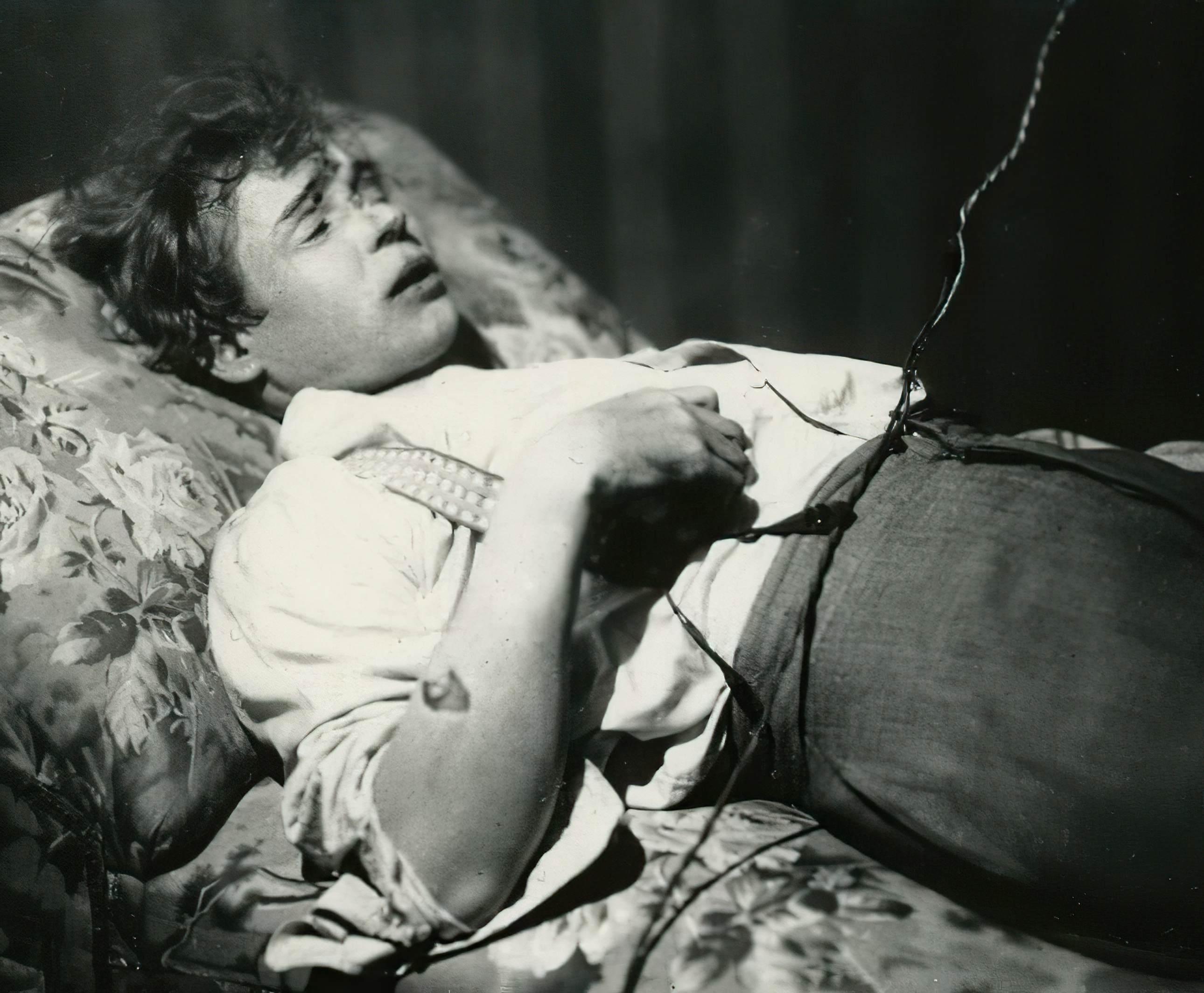
Jeszenyin holtteste, miután leemelték a kötélről; 1925

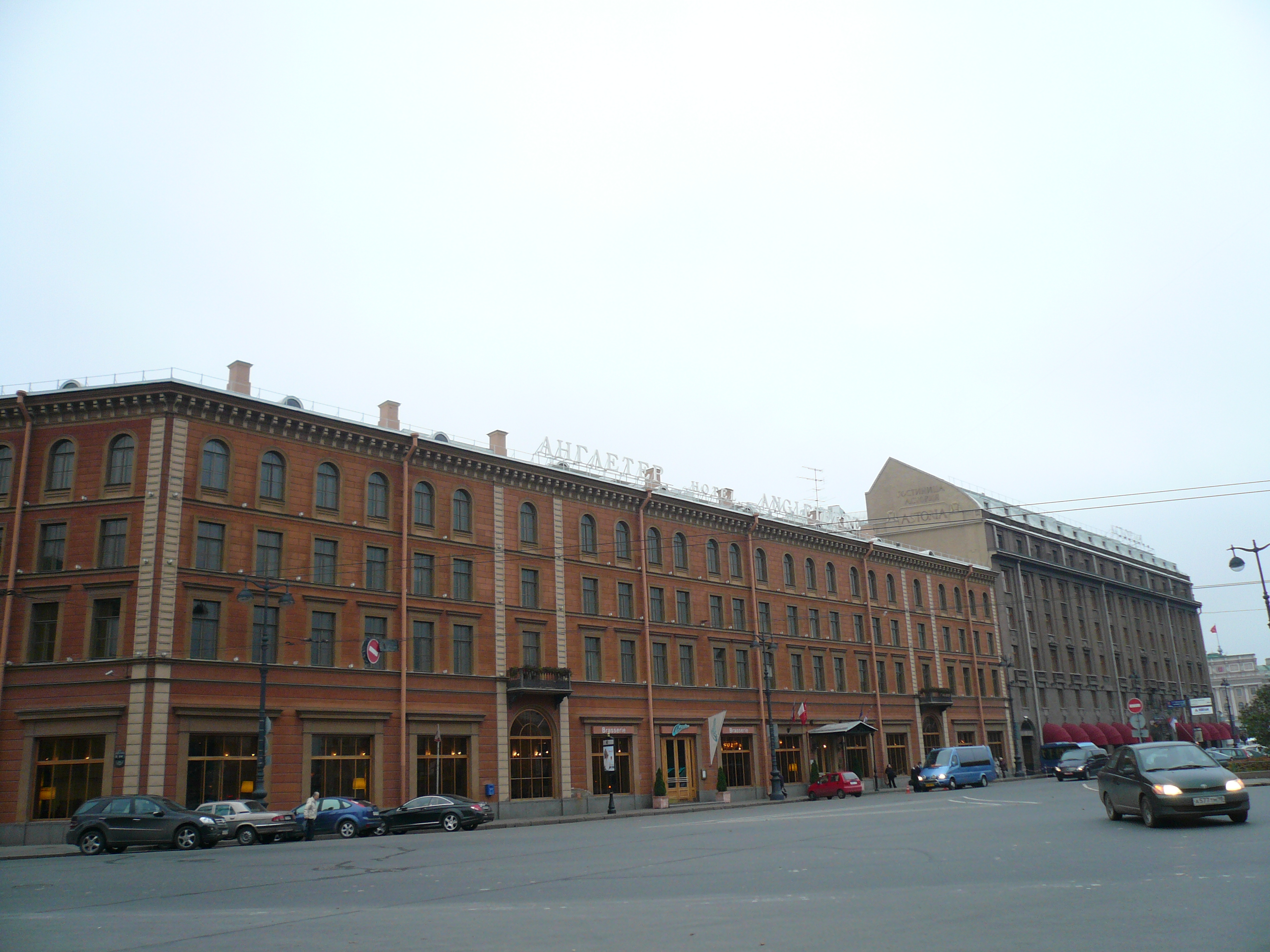
Az Angletyer szálloda ma

Jeszenyin életének utolsó két éve folyamatos tévelygéssel és részegséggel volt tele, ugyanakkor megalkotta költészetének legszebb darabjait. 1925 tavaszán Jeszenyin megismerkedett Lev Tolsztoj unokájával, Szofja Andrejevna Tolsztajával, aki az ötödik felesége lett. Házassága nem segített súlyosbodó depresszióján, felerősödött paranoiája, hallucinációk gyötörték. 1925. novemberében teljes idegösszeomlással kórházba került, ahol egy hónapig kezelték.
December 21-én engedték ki a klinikáról. Kiadójától kikérte az összegyűjtött verseiből kiadott kötet honoráriumát és táviratot küldött Volf Erlihnek Szentpétervárra, hogy foglaljon neki szobát. Elutazása előtt még meglátogatta gyermekeit, Anna Izrjadnova így emlékezett vissza: „azt mondta... 'elutazom, rosszul érzem magam, biztosan meghalok'. Kérte, hogy vigyázzak a fiára, s ne kényeztessem el.” Pétervárott az Angletyer nevű szállodában szállt meg, az 5-ös számú szobában.
December 28-án találták meg holttestét a szállodai szobában, a fűtőcsövekre akasztotta fel magát a jegyzőkönyv szerint. A szobában megtalálták saját vérével írt búcsúversét. Testét a boncolás után Moszkvába vitték, ahol december 31-én koporsóját körbevitték Puskin szobránál a Tverszkij bulváron. A Vagankovszkoje temetőben helyezték végső nyugalomra.
Jóllehet Oroszország egyik legkedveltebb költője volt és pompás állami temetést kapott, Sztálin és Hruscsov alatt a legtöbb művének kiadását felfüggesztették. A felfüggesztéshez nagymértékben hozzájárult Nyikolaj Buharin kritikája. Csak 1966-ban adták ki ismét műveit.

#### Elméletek
Emberek közt nincs nékem barátom...
Azért jöttem e világra,
hogy minél hamarabb elhagyjam azt

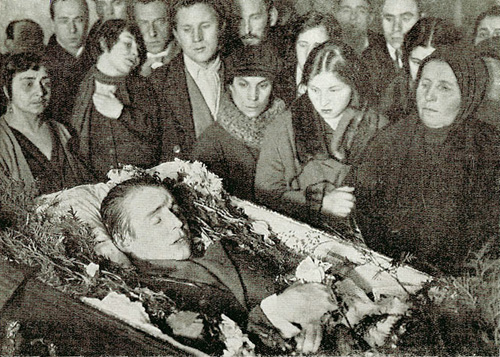
Szergej Jeszenyin temetése

A hatóságok hivatalosan öngyilkosságot állapítottak meg, s a kutatók egy része, például Lukjanov szerint, a költő hajlamos volt az öngyilkosságra, számos gyermekkori és felnőttkori esemény befolyásolta lelkiállapotát, és már eleve érzékeny idegrendszerrel született, amit apjától örökölt. Lukjanov kutatásai szerint a költőt számos kudarc érte, házasságai, kapcsolatai, melyekben a boldogságot kereste, kudarcot vallottak. Nem érezte jól magát a felsőbb körökben, ahová versei révén bekerült, viszont vágyott az elismerésre, a hírnévre, a figyelemre, így kénytelen volt alkalmazkodni.
Az öngyilkosság teóriája mellett számos elmélet kering, melyek szerint Jeszenyin egy államilag megtervezett gyilkosság áldozata lett. Olga Giljazeva szerint a hotelszobát megvizsgálva képtelenségnek tűnik, hogy az alig 168 centiméter magas költő önkezével felakasztotta magát az öt méter belmagasságú szoba plafonján futó csövekre. Giljazeva szerint még ha valamelyik bútordarabot használta volna, akkor sem érte volna el szabad kézzel a csöveket. Giljazeva véleménye szerint más gyanús körülmények is voltak a költő testének megtalálásakor, és azt is gyanúsnak tartja, hogy Zinaida Rajh rablógyilkosság áldozata lett nem sokkal azután, hogy bejelentetteː megírja Jeszenyinhez fűződő emlékeit.
Prof. Borisz Szvadkovszkij orvos egy 1991-es írásában említi, hogy egy másik elmélet szerint a költőt párnával vagy a felöltőjével fojtották meg (utóbbi eltűnt a hotelszobából) és utána akasztották a csövekre, ám ez egy másfajta fulladásos halált okoz, mint az akasztás, és a boncolási jegyzőkönyv nem erősíti meg ezt a verziót. Egy másik elmélet szerint a költőt egy nehéz tárggyal fejbe verték, amit a halála után készült fényképek „bizonyítanak”, melyeken látszik az ütés nyoma, egy sötét folt. Szvadkovszkij szerint a képek nem támasztják alá mindezt, mivel a ma elérhető fotók már többszörös reprodukció eredményei, emiatt a folt akár fotóhiba is lehet. Emellett pedig a ravatalnál és a temetésen résztvevők sem számoltak be ilyen jellegű sérülésről a homlokán.
A gyilkosság elméletében sem a költő fia, Alekszandr, sem Nagyezsda Volpin nem hitt, kézírásos levelüket a Jeszenyin-társaság publikálta 2003-ban. A Jeszenyin-társaság által felkért modern orvosszakértők véleménye szerint az öngyilkosságot megállapító eredeti boncolási jegyzőkönyvben nem találni szabálytalanságokat, így nincs ok feltételezni, hogy valótlant állított volna a boncolást végző orvos.

## Művészete
Jeszenyin munkásságát általában három szakaszra tagolják, az 1910–1916 közötti kezdeti évekre, az 1917-től 1923-ig tartó középső periódusra, a halálát megelőző egy év pedig az utolsó szakasz. Jeszenyin bár költőként lett ismert és közkedvelt, több prózai művet is írt.

### Költészete
Korai költészetének középpontjában a „haza”, az orosz falu, az orosz táj áll, impresszionista festői képekkel, az orosz táj jellegzetes színeivel. Verseiben gyakran színez, a kék árnyalataiban, az oroszok jellemző pirosával és fehérével, a búzamezők aranyával, a nyárfák zöldjével, melyek szimbolikus és érzelmi töltetet is hordoznak. Emellett a természetről szóló versei tele vannak hangokkal, illatokkal, pillanatnyi érzésekkel, a látvány által kiváltott hangulatokkal, benyomásokkal. 1918-ban megjelent Kékség című kötetében azonban már nem csak az orosz falu szépsége jelentkezett, a versek a költő növekvő szociális érzékenységét is tükrözik, Jeszenyin egyre többet foglalkozott a vidék gondjaival is.

## Magyar fordítói
- Fodor András
- Illyés Gyula
- Jánosy István
- Jobbágy Károly
- Képes Géza
- Lator László
- Rab Zsuzsa
- Urbán Eszter
- Weöres Sándor
- Galgóczy Árpád

### Megzenésített versek
- Kaláka: A fekete ember. Dalok Szergej Jeszenyin verseire; LP, Hungaroton MHV, Bp., 1984; lemezszám: SLPX 12936
- Kaláka: A fekete ember. Dalok Szergej Jeszenyin verseire; CD, Gryllus Kft., 1999; lemezazonosító: GCD 014

## Művei önálló magyar kötetekben
- Versek; ford. Dybas Tihamér et al., bev. Köllő Miklós; Új Magyar Kiadó, Bp., 1955
- Jeszenyin válogatott versei; ford. Rab Zsuzsa; Móra, Bp., 1957 (A világirodalom gyöngyszemei)
- Szergej Jeszenyin versei; vál., utószó Elbert János, ill. Hincz Gyula; Magyar Helikon, Bp., 1965
- Szergej Jeszenyin versei; Európa, Bp., 1972 (Lyra mundi)
- Szergej Jeszenyin legszebb versei; vál., bev., jegyz. Balogh József; Albatrosz, Bukarest, 1974
- Szergej Jeszenyin válogatott művei; vál, jegyz. Gerencsér Zsigmond; Európa, Bp., 1977
- Szergej Jeszenyin válogatott versei; szerk. Kiss Benedek; Kozmosz Könyvek, Bp., 1979 (A világirodalom gyöngyszemei)
- Szergej Jeszenyin versei; Európa, Bp., 1988 (Lyra mundi)
- "Mennyei kanca". Versek; ford. Erdődi Gábor; Zrínyi Ny., Bp., 1990
- Szergej Jeszenyin legszebb versei; Móra, Bp., 1993 (A világirodalom gyöngyszemei)
- Testem viaszgyertyája. Versek; ford., vál., utószó Erdődi Gábor; Fekete Sas, Bp., 2003
- Szálltam rózsaszín lovon / Proszkakal na rozovom konye; vál., ford. Erdődi Gábor; ÚMK, Bp., 2008
- ...kéklő holdas fény-tükörben. Válogatott versek Erdélyi Z. János fordításában / ...v etot otszvet lunnij, szinyij; előszó Lőrincz Julianna; 4 Pont Ny., Eger, 2014

## Emlékezete
- Mnye osztalasz odna zabavaJeszenyin versére Sz. Beljajev írt zenét, a dalt előadja Alekszandr Malinyin
- Ja moszkovszkij ozornoj guljakaA zenét Sz. Szaricsev írta, a dalt előadja Sz. Szaricsev és az Alfa együttes

Nem tudod lejátszani a fájlt?

Szergej Bezrukov Jeszenyin szerepében

Szergej Jeszenyin személye és költészete tovább él az orosz kultúrában. Oroszország számos városában állítottak szobrot a tiszteletére, a fővárosban, Moszkvában több is található. Közterületeket is elneveztek róla, többek között Moszkvában a Jeszenyin sugárút viseli a nevét. A rjazanyi állami egyetem szintén Jeszenyin nevét viseli.
A költő életének két nagy múzeum állít emléket. Szülőfalujában, Konsztantyinovóban 1965-ben hozták létre a múzeumot, ahol a költő egyes használati tárgyait, íróasztalát, ruháit, óráit, halotti maszkját, ritka kéziratait őrzik. A múzeumkomplexumoz tartozik a költő szülőháza, egykori négyosztályos iskolája, Ligyija Ivanovna Kasina háza, akihez Jeszenyin az Anna Sznyegina c. költeményét írta; valamint a múzeum ápolja a falu templomát is. A moszkvai Jeszenyin-múzeumot a költő születésének századik évfordulóján, 1995-ben hozták létre abban a házban, ahol Jeszenyin apja élt, amikor Moszkvában dolgozott hentesként. A múzeumban ritka audio- és filmfelvételeket láthat az érdeklődő. Ezen kívül számos emlékhelyet állítottak a költőnek, kaukázusi útja során járt például a Bakı melletti Mardakjana faluban, ahol 1975-ben nyitottak egy kis, állami múzeumot a tiszteletére. Ukrajnában Harkov városában és Novoposzkov faluban található Jeszenyin-emlékhely. Üzbegisztánban, Taskentben 1981-ben nyitottak múzeumot, mely 1988 óta állami támogatást is élvez. Ugyanitt a költő lányának, Tatjánának is emléket állítottak.
Szergej Jeszenyin számos versét megzenésítették, számos előadó repertoárjában szerepelnek, például Alekszandr Malinyinéban, Alekszandra Pahmutováéban. Alekszandr Novikov pályafutása során két Jeszenyin-albumot is kiadott, Szergej Jeszenyin – 110 let (Szergej Jeszenyin – 110 év) és Szergej Jeszenyin. Ja pomnju ljubimaja (Szergej Jeszenyin. Emlékszem, kedvesem...) címmel. A különféle előadók feldolgozásaiból több válogatásalbum is megjelent.
1979-ben a rjazanyi színház színpadán mutatták be Nyikolaj Sungyik Szergej Jeszenyin c. színművét, ez volt a költő életének első színházi feldolgozása. A költő születésének századik évfordulóján, 1995-ben Moszkvában több színművet is színpadra állítottak (Verszija Angletyer [Az Angletyer-verzió], Csornij cselovek [Fekete ember], Poszlednyaja oszeny [Az utolsó ősz]). Moszkvában 2010-ben is játsszák az Iszpovegy huligana (A huligán gyónása) c. színművet, mely Jeszenyin egyik művén alapszik.
Jeszenyin élete a filmművészet számára is témát szolgáltatott, az első filmet Poj pesznyu, poet (Énekelj, költő) címmel 1971-ben forgatták a Moszfilm stúdiójában és 1973-ban mutatták be. Jeszenyin szerepét Szergej Nyikonyenko alakította. 2005-ben Szemen Rjabikov rendező készített filmet Zolotaja golova na plahe (Arany fő a vérpadon) címmel. A film 1922 és 1926 között követi végig a költő életét. Ugyanebben az évben mutatták be a Jeszenyin című televíziós minisorozatot, melynek címszerepében Szergej Bezrukov volt látható. A sorozatban olyan amerikai színészek is szerepeltek, mint Sean Young (Isadora Duncan szerepében) vagy Gary Busey.

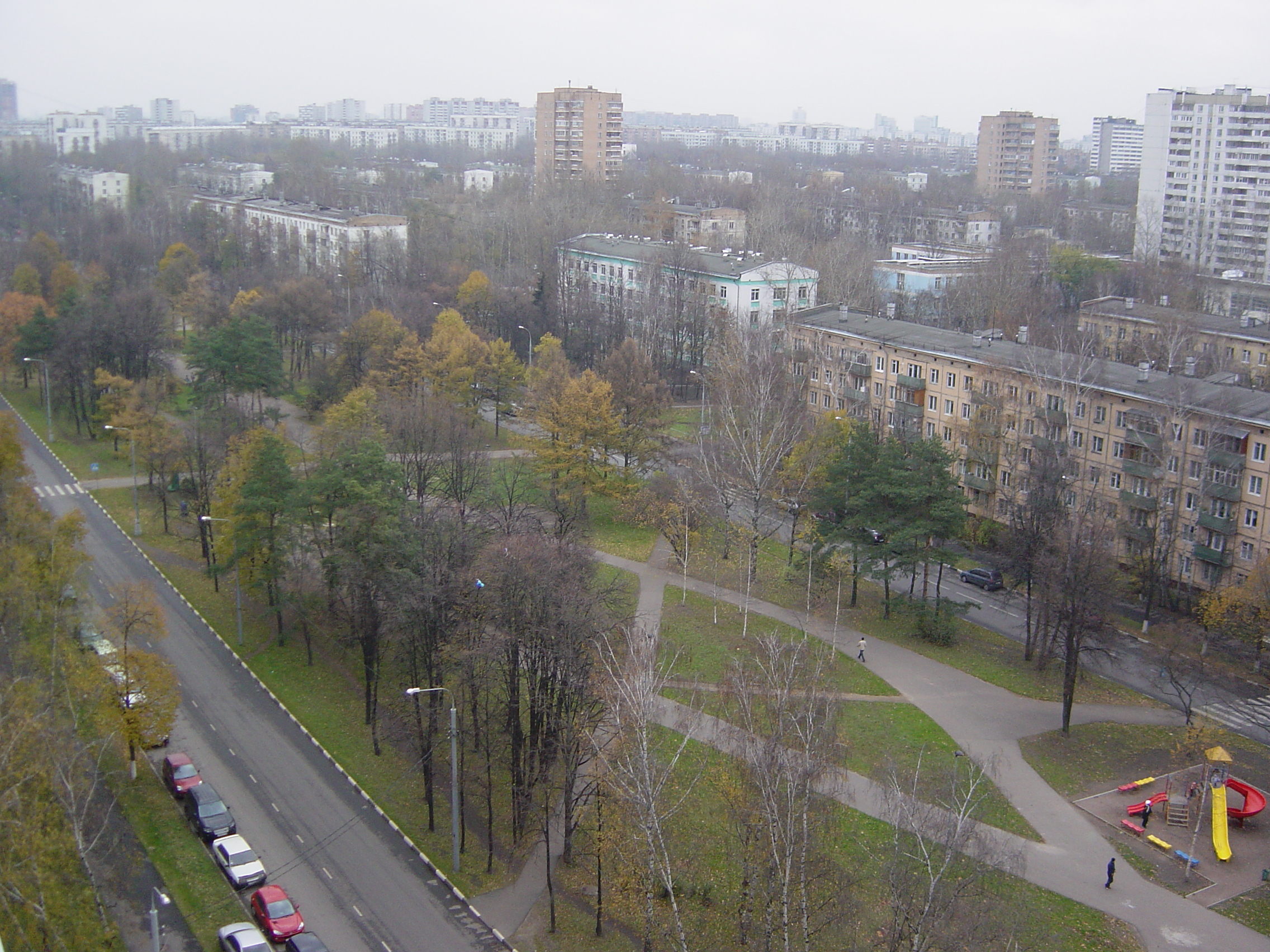
A moszkvai Jeszenyinszkij bulvar
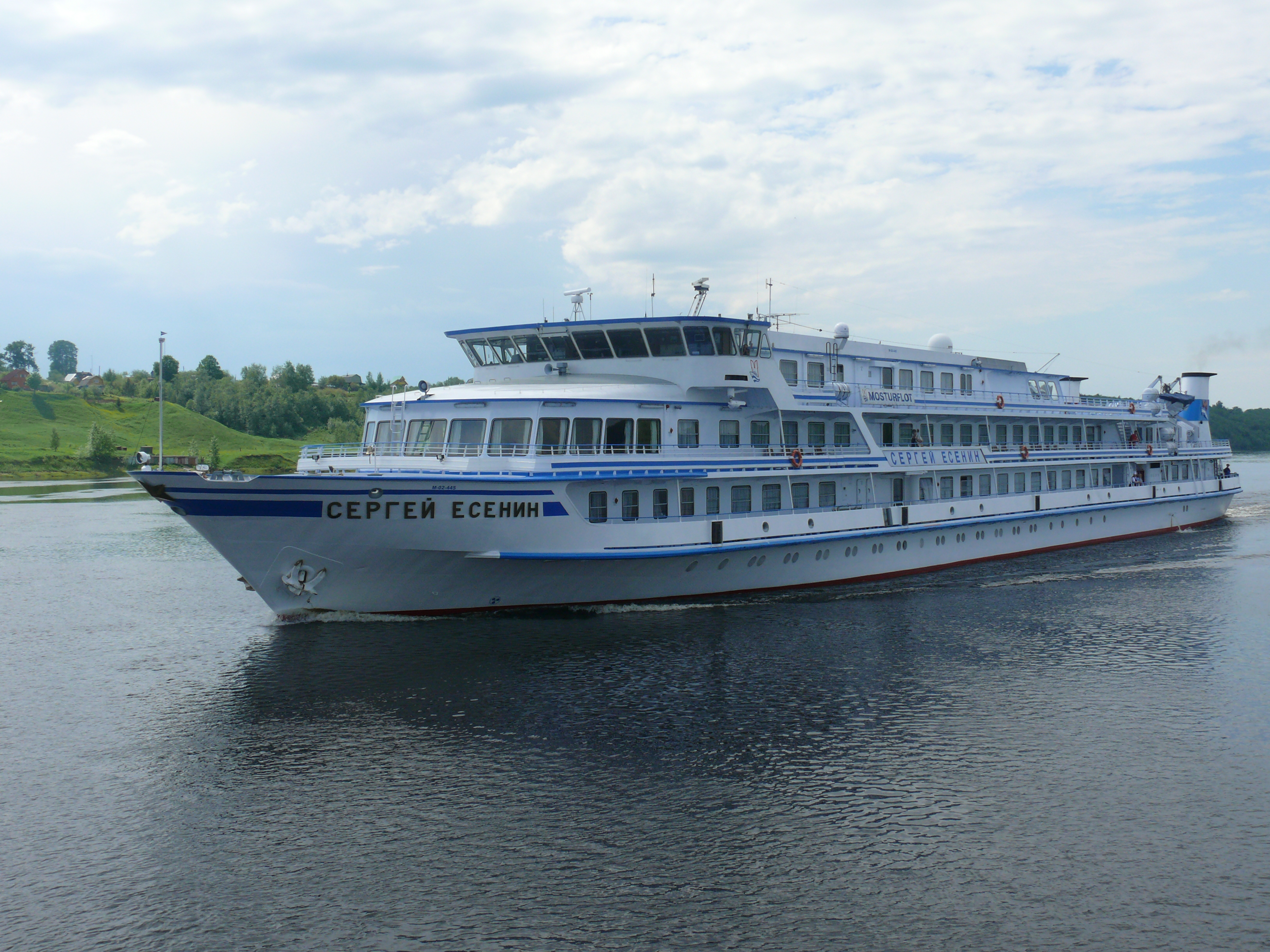
Jeszenyinről elnevezett orosz turistahajó
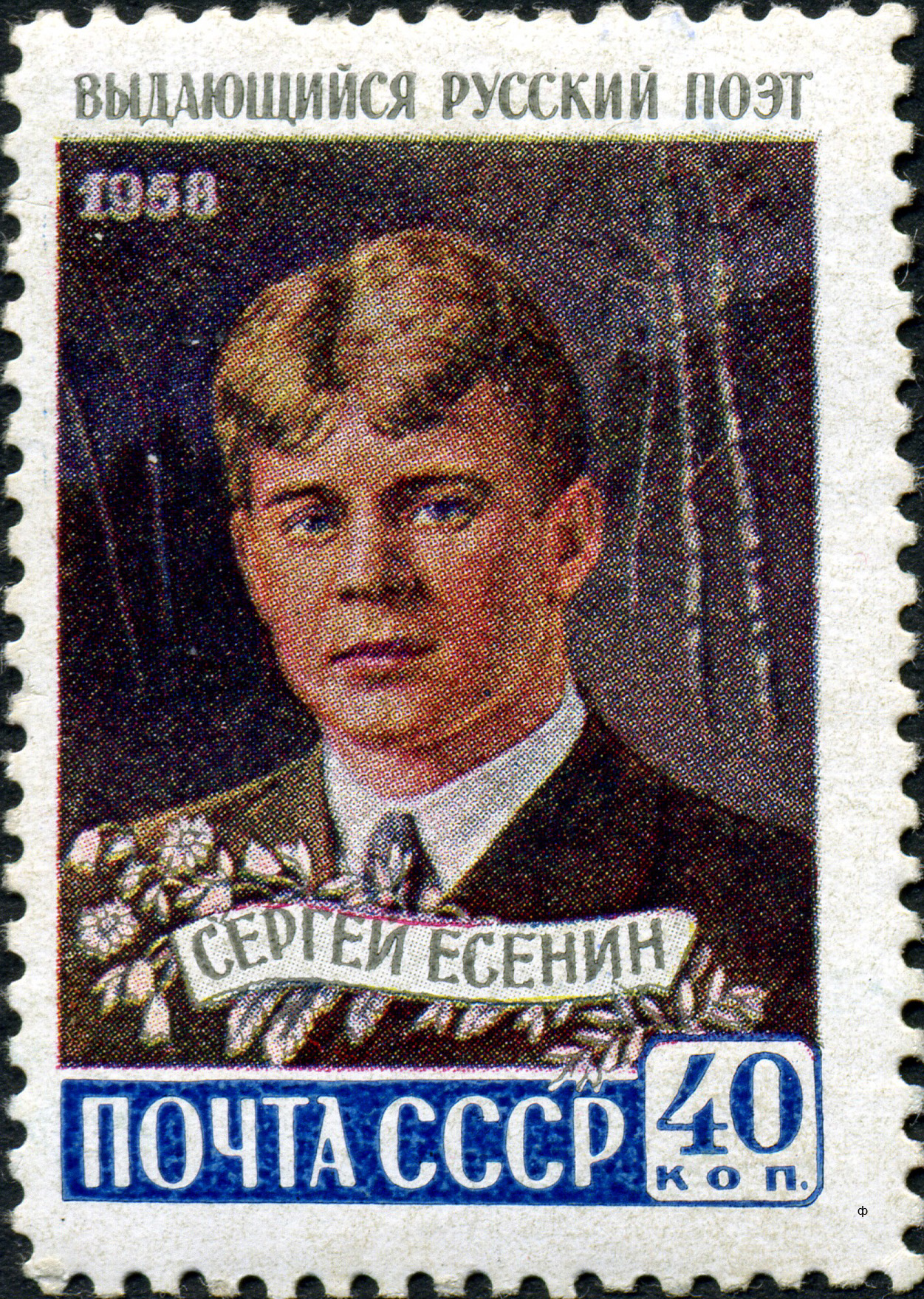
Szovjet bélyeg 1958-ból

## Ajánlott irodalom
- Világirodalmi lexikon (Akadémiai Kiadó, Budapest)
- Világirodalmi kisenciklopédia I. (A–L). Szerk. Köpeczi Béla, Pók Lajos. Budapest: Gondolat. 1976. ISBN 963-280-285-3
- Elviháncolt a tavaszi zápor. Szergej Jeszenyin születésének és halálának évfordulója alkalmából; szerk. Fábián László; Szláv Történeti és Filológiai Társaság, Szombathely, 2007 (Jubileumok sorozat, 4.)
- Bozók Ferenc: Két esszé Jeszenyinről; in. Magyar Napló folyóirat, 2018. február, 35-38. oldal
- Találkozások Jeszenyinnel; ford. Bán Péter, Gellért György, Cs. Varga István, utószó, jegyz. Cs. Varga István; Európa, Bp., 1981 (Emlékezések)